# Garhi Khuda Bakhsh
Pour les articles homonymes, voir Khuda Bakhsh et Bakhsh (homonymie).
Garhi Khuda Bakhsh (en ourdou : گڑھی خدا بخش) est un village pakistanais situé dans le district de Larkana, dans le nord de la province du Sind, à proximité de Naudero.
Le village est surtout connu pour contenir le mausolée de la famille Bhutto, où sont enterrés Zulfikar Ali Bhutto, Shahnawaz Bhutto, Murtaza Bhutto et Benazir Bhutto.